# Air (single)
"Air" is een nummer van de Nederlandse band Ekseption. Het nummer verscheen op hun album Ekseption uit 1969. Dat jaar werd het nummer uitgebracht als de derde en laatste single van het album.

## Achtergrond
"Air" is gebouwd rondom het tweede deel van de derde Ouverture nr. 3 in D van Bach. Enkele jaren eerder gebruikte Procol Harum dit stuk al als de basis voor "A Whiter Shade of Pale". Toetsenist Rick van der Linden werd geïnspireerd door de Canadese pianist Glenn Gould om een bewerking van Bach te maken. Hij vertelde hierover: "Gould zegt: je krijgt de noten aangeboden door de componist, daar moet jij wat van maken. Dus als je Gould drie keer het "Ave Maria" hoort spelen, dan doet hij dat drie keer helemaal verschillend. Maakt hem niet uit. Hij is de allergrootste interpretator die ik in de laatste jaren heb gehoord. Bach was zelf ook altijd op zoek naar nieuwe dingen. Je leende dingen van elkaar, je maakte een transcriptie, dat was een eerbetoon aan de componist."
Op "Air" wordt de saxofoon ingespeeld door producer Tony Vos, die volgens Van der Linden beter speelde dan de saxofonist van de band. Het werd door de zeezender Radio Veronica gebruikt voor een kerstjingle en een commercial ter gelegenheid van 400 jaar Bussink Koek uit Deventer. Het nummer werd een grote hit in Nederland: het kwam tot de tweede plaats in de Top 40, terwijl het in de Hilversum 3 Top 30 twee weken op de eerste plaats stond. Ook kwam het in de Waalse Ultratop 50 terecht, waar het tot plaats 37 kwam. Op de B-kant van de single stond "Concerto", een bewerking van een stuk van Tsjaikovski.

## Hitnoteringen

### Nederlandse Top 40
| Hitnotering: 04-10-1969 t/m 17-01-1970 | Hitnotering: 04-10-1969 t/m 17-01-1970 | Hitnotering: 04-10-1969 t/m 17-01-1970 | Hitnotering: 04-10-1969 t/m 17-01-1970 | Hitnotering: 04-10-1969 t/m 17-01-1970 | Hitnotering: 04-10-1969 t/m 17-01-1970 | Hitnotering: 04-10-1969 t/m 17-01-1970 | Hitnotering: 04-10-1969 t/m 17-01-1970 | Hitnotering: 04-10-1969 t/m 17-01-1970 | Hitnotering: 04-10-1969 t/m 17-01-1970 | Hitnotering: 04-10-1969 t/m 17-01-1970 | Hitnotering: 04-10-1969 t/m 17-01-1970 | Hitnotering: 04-10-1969 t/m 17-01-1970 | Hitnotering: 04-10-1969 t/m 17-01-1970 | Hitnotering: 04-10-1969 t/m 17-01-1970 | Hitnotering: 04-10-1969 t/m 17-01-1970 | Hitnotering: 04-10-1969 t/m 17-01-1970 | Hitnotering: 04-10-1969 t/m 17-01-1970 |
| Week                                   | 1                                      | 2                                      | 3                                      | 4                                      | 5                                      | 6                                      | 7                                      | 8                                      | 9                                      | 10                                     | 11                                     | 12                                     | 13                                     | 14                                     | 15                                     | 16                                     |                                        |
| -------------------------------------- | -------------------------------------- | -------------------------------------- | -------------------------------------- | -------------------------------------- | -------------------------------------- | -------------------------------------- | -------------------------------------- | -------------------------------------- | -------------------------------------- | -------------------------------------- | -------------------------------------- | -------------------------------------- | -------------------------------------- | -------------------------------------- | -------------------------------------- | -------------------------------------- | -------------------------------------- |
| Positie                                | 27                                     | 10                                     | 3                                      | 2                                      | 2                                      | 2                                      | 2                                      | 3                                      | 5                                      | 5                                      | 5                                      | 9                                      | 17                                     | 28                                     | 28                                     | 40                                     | uit                                    |

### Hilversum 3 Top 30
| Hitnotering: 11-10-1969 t/m 10-01-1970 | Hitnotering: 11-10-1969 t/m 10-01-1970 | Hitnotering: 11-10-1969 t/m 10-01-1970 | Hitnotering: 11-10-1969 t/m 10-01-1970 | Hitnotering: 11-10-1969 t/m 10-01-1970 | Hitnotering: 11-10-1969 t/m 10-01-1970 | Hitnotering: 11-10-1969 t/m 10-01-1970 | Hitnotering: 11-10-1969 t/m 10-01-1970 | Hitnotering: 11-10-1969 t/m 10-01-1970 | Hitnotering: 11-10-1969 t/m 10-01-1970 | Hitnotering: 11-10-1969 t/m 10-01-1970 | Hitnotering: 11-10-1969 t/m 10-01-1970 | Hitnotering: 11-10-1969 t/m 10-01-1970 | Hitnotering: 11-10-1969 t/m 10-01-1970 | Hitnotering: 11-10-1969 t/m 10-01-1970 | Hitnotering: 11-10-1969 t/m 10-01-1970 |
| Week                                   | 1                                      | 2                                      | 3                                      | 4                                      | 5                                      | 6                                      | 7                                      | 8                                      | 9                                      | 10                                     | 11                                     | 12                                     | 13                                     | 14                                     |                                        |
| -------------------------------------- | -------------------------------------- | -------------------------------------- | -------------------------------------- | -------------------------------------- | -------------------------------------- | -------------------------------------- | -------------------------------------- | -------------------------------------- | -------------------------------------- | -------------------------------------- | -------------------------------------- | -------------------------------------- | -------------------------------------- | -------------------------------------- | -------------------------------------- |
| Positie                                | 12                                     | 4                                      | 2                                      | 2                                      | 1                                      | 1                                      | 3                                      | 7                                      | 13                                     | 13                                     | 19                                     | 21                                     | 26                                     | 27                                     | uit                                    |

### NPO Radio 2 Top 2000
| Nummer met noteringen in de NPO Radio 2 Top 2000 | '99 | '00  | '01 | '02 | '03  | '04 | '05 | '06 | '07 | '08 | '09  | '10  | '11  | '12  | '13  | '14  | '15  | '16  | '17  |
| ------------------------------------------------ | --- | ---- | --- | --- | ---- | --- | --- | --- | --- | --- | ---- | ---- | ---- | ---- | ---- | ---- | ---- | ---- | ---- |
| Air                                              | 972 | 1020 | 969 | 967 | 1093 | 990 | 700 | 899 | 829 | 852 | 1144 | 1141 | 1306 | 1166 | 1417 | 1553 | 1802 | 1839 | 1943 |

1. ↑  Een vetgedrukt getal geeft de hoogste notering aan.
2. ↑  Deze tabel is bijgewerkt tot en met de laatste editie (2024).